# Castellnou de Seana
Castellnou de Seana è un comune spagnolo di 710 abitanti (2004) situato nella comunità autonoma della Catalogna, nella provincia di Lleida.